# 2008年北京オリンピックのトルクメニスタン選手団
2008年北京オリンピックのトルクメニスタン選手団（2008ねんペキンオリンピックのトルクメニスタンせんしゅだん）は、2008年8月8日から8月24日まで開催された2008年北京オリンピックにおけるトルクメニスタン選手団の名簿。選手名及び所属・記録は2008年当時のもの。

## 種目別選手・スタッフ名簿及び成績

### 陸上競技
- Amanmurat Hommadov（男子ハンマー投げ）
- ワレンチナ・ナザロワ（女子100m）

### 競泳
- Andrey Molchanov（男子50m）
- Olga Hachatryan（女子100m自由形）

### ボクシング
- Aliasker Bashirov（男子ウェルター級）

### ウエイトリフティング
- ウムルベク・バザルバエフ（男子62kg級）
- Tolkunbek Hudaybergenov（男子62kg級）

### 柔道
- グヴァンチ・ヌルムハメドフ（男子66kg級）
- Nasiba Surkieva（女子70kg級）

### 射撃
- Yekaterina Arabova（女子10mエアライフ）